# Fancy
 (mai 2013).
Si vous disposez d'ouvrages ou d'articles de référence ou si vous connaissez des sites web de qualité traitant du thème abordé ici, merci de compléter l'article en donnant les références utiles à sa vérifiabilité et en les liant à la section « Notes et références ».
Pour la chanson d'Iggy Azalea, voir Fancy (chanson).
Cet article possède un paronyme, voir FANCI.
Fancy, de son vrai nom Manfred Alois Segieth, né le 7 juillet 1946 à Munich, est un artiste allemand, qui a été populaire dans la deuxième moitié des années 1980.

## Carrière
Fancy commence la musique sous le nom de Tess Teiges avant de connaître son premier grand succès en tant que Fancy avec son tube Slice Me Nice en 1984. Il enregistre par la suite une série de singles à succès tels que Bolero (Hold Me In Your Arms Again), Lady of Ice, Chines Eyes ou Flames of Love. La plupart de ces tubes ont été réalisés en collaboration avec le compositeur et producteur Anthony Monn qui s'était précédemment lui-même fait connaître par ses collaborations avec Amanda Lear.
Fancy a aussi collaboré avec d'autres artistes sous divers pseudonymes. Principalement sous le nom de Tess ou encore Ric Tess, il a écrit et composé pour Grant Miller, Linda Jo Rizzo, Marc Buchner, les Hurricanes, Mozzart, Timerider parmi tant d'autres. Bobby Orlando a aussi produit certaines chansons de Fancy comme il l'a fait pour les Pet Shop Boys, Divine, Grant Miller ou Claudja Barry.
Fancy, passionné d'astrologie et d'ésotérisme a déjà déclaré dans l'une de ses interviews qu'il était « un enfant de la Lune ». Il a aussi enregistré de la musique pour les shows télévisés de ses amis et co-artistes Siegfried et Roy.
En 2013, il participe à Promi Big Brother, au côté de David Hasselhoff, Martin Semmelrogge ou encore Pamela Anderson.

## Albums
- 1985 : Get Your Kicks (13e en Suisse, 13e en Suède)
- 1986 : Contact (43e en Suède)
- 1988 : Flames of Love
- 1988 : Gold
- 1988 : Gold Remix
- 1989 : All My Loving
- 1990 : Five
- 1991 : Six-Deep In My Heart
- 1994 : It's Me the Hits 1984–1994
- 1995 : Blue Planet Zikastar
- 1996 : Colours of Life
- 1996 : Christmas In Vegas
- 1998 : Hit Party
- 1998 : Best Of
- 1998 : Blue Planet ('99er Version)
- 1999 : D.I.S.C.O.
- 2000 : Strip Down
- 2001 : Deep in My Heart (Neuauflage von "Six")
- 2001 : Fancy for Fans
- 2001 : Locomotion
- 2003 : Best Of…Die Hits Auf Deutsch
- 2004 : Greatest Hits
- 2004 : Voices from Heaven
- 2008 : Forever Magic
- 2014 : Shock And Show
- 2022 : Diamonds forever Part 1

## Singles
- 1984 : Slice Me Nice (2e en Autriche, 7e en Suède, 9e en Suisse, 11e en Allemagne)
- 1984 : Chinese Eyes (17e en Autriche, 9e en Suisse, 9e en Allemagne)
- 1984 : Get Lost Tonight (19e en Suisse)
- 1985 : L.A.D.Y.O.
- 1985 : Check It Out
- 1985 : Bolero (Hold Me in Your Arms Again) (1er en Espagne, 11e en Suède)
- 1986 : Lady of Ice (17e en Suède, 18e en Suisse, 13e en Allemagne)
- 1987 : Latin Fire (11e en Suisse)
- 1987 : China Blues
- 1987 : Raving Queen
- 1988 : Flames of Love (13e en Autriche, 14e en Allemagne)
- 1988 : Fools Cry (18e en Allemagne)
- 1988 : Fools Cry (remix)
- 1989 : No Tears
- 1989 : All My Loving
- 1989 : Angel Eyes
- 1990 : When Guardian Angel Cry
- 1990 : When Gurdian Angels… Rap
- 1991 : Fools Cry… Rap (Whenever Fools Cry)
- 1993 : No Way Out
- 1993 : Love Has Called Me Home
- 1994 : Long Way to Paradise
- 1994 : Beam Me Up
- 1995 : Again & Again
- 1995 : I Can Give You Love
- 1996 : Big Dust (remix)
- 1996 : Deep Blue Sky
- 1996 : Colors of Life
- 1998 : Flames of Love
- 1998 : Flames of Love '98
- 1998 : Fancy Megamix '98 (20e en Allemagne)
- 1998 : Slice Me Nice '98
- 1998 : Come Back & Break My Heart
- 1998 : Long Way To Paradise (remix '99)
- 1999 : D.I.S.C.O. – Lust for Life
- 1999 : How Do You Feel Right Now?
- 2000 : We Can Move A Mountain
- 2000 : Gimme a Sign (single promotionnel)
- 2000 : Megamix 2000
- 2001 : Na Na Na Na Hey Hey Hey Kiss Him Goodbye
- 2002 : Pretty Woman
- 2003 : Hor den Bolero
- 2008 : For One Night in Heaven